# Time Riders (Buchreihe)
Time Riders ist eine Science-Fiction-Romanreihe des britischen Autors Alex Scarrow. Die an ein jugendliches Publikum gerichtete Reihe handelt von drei Teenagern – Liam, Sal und Maddy – die sich auf Zeitreise begeben. In englischer Sprache sind bisher neun, auf Deutsch seit 2012 fünf Bände im Thienemann Verlag erschienen.

## Hauptpersonen
Hauptcharaktere der Bücher sind die Teenager Liam, Maddy und Sal, die eigentlich tot sein sollten. Doch sie wurden in letzter Sekunde gerettet und reisen fortan vom Jahr 2001 aus als Agenten einer Geheimorganisation durch die Zeit, um die Welt vor anderen Zeitreisenden zu schützen:
- Liam O’Connor: Er ist ein bisschen altmodisch, dies ist aber darauf zurückzuführen, dass er aus dem Jahr 1912 stammt. Eigentlich sollte er mit der Titanic untergehen. Er ist sehr nett, eben ein wahrer Gentlemen. Er reist immer in die Vergangenheit mit einer Supportunit um die Geschichte in Ordnung zu bringen.
- Maddy Carter: Sie kommt aus dem Jahr 2010 und kennt sich daher sehr gut mit Computer aus. Maddy sollte 2010 bei einem Flugzeugabsturz ums Leben kommen. Sie ist die Anführerin der Gruppe, was ihr manchmal missfällt, besonders bei Geheimnissen. Sie muss Liam noch erzählen, dass ihn das Zeitreisen ältern lässt.
- Saleena Vikram: Sal ist das Nesthäkchen der Gruppe. Sie ist die Jüngste, aber sehr intelligent. Ihre Aufgabe ist es nämlich, jeden Tag durch New York zu gehen und herauszufinden, ob sich etwas geändert hat. Sie merkt jeden kleinen Unterschied, sogar Posters oder wenn eine einzige Person fehlt. Außerdem merkt sie als einzige meistens, wenn Zeitsprünge passieren. Dann wird ihr schwindlig. Sal ist sehr lebhaft und möchte alles ausprobieren.

## Einzelromane

### Time Riders – Wächter der Zeit
- Originaltitel: TimeRiders. 2011, ISBN 978-3-522-20134-6.

Der Wissenschaftler Paul Kramer hilft Hitler, den Zweiten Weltkrieg zu gewinnen. Das müssen die drei verhindern und Liam und Bob die Support Unit reisen in die Vergangenheit, um Paul Kramer aufzuhalten.

### Time Riders – Tödliche Jagd
- Originaltitel: TimeRiders: Day of the Predator. 2012, ISBN 978-3-522-20137-7.

Liam kommt durch einen Unfall in die Dino-Zeit. Dort versucht er mit anderen Jugendlichen zu überleben. Währenddessen versuchen Maddy und Sal, Liam aus der Vergangenheit zurückzuholen. Liam hat zur Hilfe eine Suportunit dabei. Eine Suportunit ist ein Roboter der wie ein Mensch funktioniert (er besitzt auch Blut). Die Suportunit heißt Becks und wurde dazu programmiert, dass so wenig Spuren wie möglich, von der Vergangenheit, in der Zukunft sichtbar sind.

### Time Riders – Der Pandora Code
- Originaltitel: TimeRiders: The Doomsday Code. 2012, ISBN 978-3-522-20156-8.

Maddy versucht herauszufinden, um was es sich bei dem Pandora-Code handelt. Deshalb reist Liam mit einem neuen Bob (siehe Band 1) und Beck (weibl. Suportunit) in das Jahr 1192. Dort sucht er in einem Kloster nach Spuren. Währenddessen haben Maddy und Sal im Jahre 2001 Unterstützung von einem Wissenschaftler, der ihnen alles über das Mittelalter erzählt.

### Time Riders – Hinter feindlichen Linien
- Originaltitel: TimeRiders: The Eternal War. 2013, ISBN 978-3-522-62087-1.

Abraham Lincoln kommt mit Liam in das Jahr 2001 (nachdem Liam ihm das Leben gerettet hat). Dies verursacht großes Chaos in der Geschichte, denn nun gibt es keinen Präsidenten Lincoln mehr und der Bürgerkrieg hat nie aufgehört. Das heißt, die drei Zeitreisenden sind zwischen den Fronten, da sie keiner Seite helfen. Maddy möchte einen Waffenstillstand aushandeln. Liam und Sal versuchen Lincoln zu beschützen, damit sie ihn zurückschicken können.

### Time Riders – Projekt Exodus
- Originaltitel: TimeRiders: Gates of Rome

Diesmal sind sie in Rom und sie treffen auf Macro und Cato.Macro und Cato sind die Helden der Adler-Serie von Simon Scarrow. Liam und co. verstehen sich super mit Macro und Cato. Nur leider gibt es ein Problem: Und zwar alle der Time Riders Einsatzzentrale sind in die Vergangenheit gereist. Wer bleibt zurück ? Nur ihr Computer und ein paar Killer Roboter, die sie töten möchten, aber wieso ? Geht dieses Abenteuer noch gut aus ?

### Noch nicht in deutscher Sprache erschienen
- TimeRiders: City of Shadows
- TimeRiders: The Pirate Kings
- TimeRiders: The Mayan Prophecy
- TimeRiders: The Infinity Cage